# Sempółki
Sempółki – wieś w Polsce położona w województwie łódzkim, w powiecie poddębickim, w gminie Poddębice.
W latach 1975–1998 miejscowość administracyjnie należała do województwa sieradzkiego.
Pozostałości dworu na kopcu o średniowiecznej chronologii zachowały się w postaci rogala fosy. teren nigdy nie był przedmiotem badań terenowych. Wieś występuje w źródłach od 1398 roku i zawsze stanowiła własność prywatną. dwór jeszcze był opisywany w 1719 roku, spłonął w 1745 roku kiedy wieś znajdowała się w niewielkim kluczu Walewskich. Brak badań nie pozwala na określenie początku obiektu oraz jego fundatorów
7 września 1939 wkraczający do wsi żołnierze Wehrmachtu rozstrzelali wielu mieszkańców wsi. Zabijali także ludzi pracujących w polu. Ustalono nazwiska 10 ofiar zbrodni. 